# گوسفند–بز پیوندی
گوسفند بز پیوندی جانوری دورگه‌است که از پیوند گوسفند و بز ایجاد شده‌است. گوسفند و بز از دو جنس متفاوت هستند. بز نژاد کاپرا دارای ۶۰ کروموزوم و گوسفند نژاد اّ-ویس دارای ۵۴ کروموزوم هست و معمولاً جنین حاصل از جفت‌گیری گوسفند و بز منجر مرده به دنیا می‌آید.این جانور در صورت زنده به دنیا آمدن، توانایی تولید مثل  ندارد.

## تاریخچه
سازمان کشاورزی بوتسوانا در سال ۲۰۰۰ میلادی در آزمایش جفت گیری گوسفند نر و بز ماده بچه به عمل آمده زنده ماند و توانست به زندگی ادامه دهد این در حالی بود که بز کاپوا دارای ۶۰ کرومزوم و گوسفند آ-ویس دارای ۵۴ کرومزوم دارا بود. این گوسفند - بز دارای ۵۷ کرومزوم بود که میانگین کرومزوم والدین خود بود.
بدن این گوسفند - بز داری پشم بلند مانند بز و دارای هیکلی مانند گوسفند است.
این زاده نو بر خلاف بسیاری از دورگه‌های دیگر دارای میل بسیار جنسی بود که حتی در زمان غیر جفت گیری، جفت‌گیری می‌کرد.
نام این موجود را بمیا یا متجاوز گر نهادند. او در ۱۰ ماهگی به یک مزاحم برای دیگر جانوران تبدیل شد.